# Črnuče
Črnuče – dzielnica Lublany, stolicy Słowenii.
Leży na lewym brzegu rzeki Sawy. Liczba mieszkańców: 11 528 (2016). Powierzchnia wynosi 17,9 km².

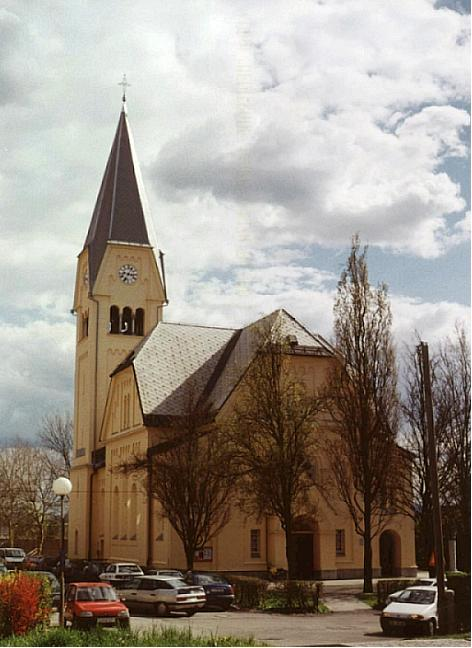
Kościół św. Szymona i Judy Tadeusza.

## Położenie
Črnuče od zachodu graniczy z dzielnicą Šmarna gora, od południa z dzielnicami Posavje, Bežigrad, Jarše i Polje, od wschodu z gminą Dol pri Ljubljani, a od północy z gminami Domžale i Trzin.

## Podział

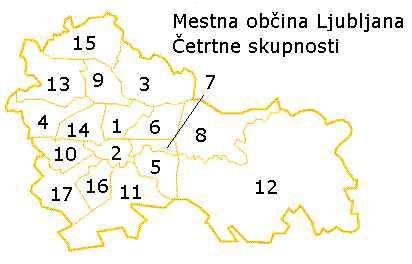
Dzielnice Lublany. Črnuče oznaczony jest numerem 3

Črnuče dzieli się na pięć części:
- Črnuče-Gmajna
- Franc Ravbar-Črnuče
- Rezka Dragar-Črnuče
- Nadgorica-Ježa
- Podgorica-Šentjakob.